# Uroleucon murale
Uroleucon murale är en insektsart som först beskrevs av Buckton 1876.  I den svenska databasen Dyntaxa används istället namnet Uroleucon muralis. Uroleucon murale ingår i släktet Uroleucon och familjen långrörsbladlöss. Arten är reproducerande i Sverige. Inga underarter finns listade i Catalogue of Life.